# Triticum timopheevii
Triticum timopheevii là một loài thực vật có hoa trong họ Hòa thảo. Loài này được (Zhuk.) Zhuk. miêu tả khoa học đầu tiên năm 1928.

## Hình ảnh

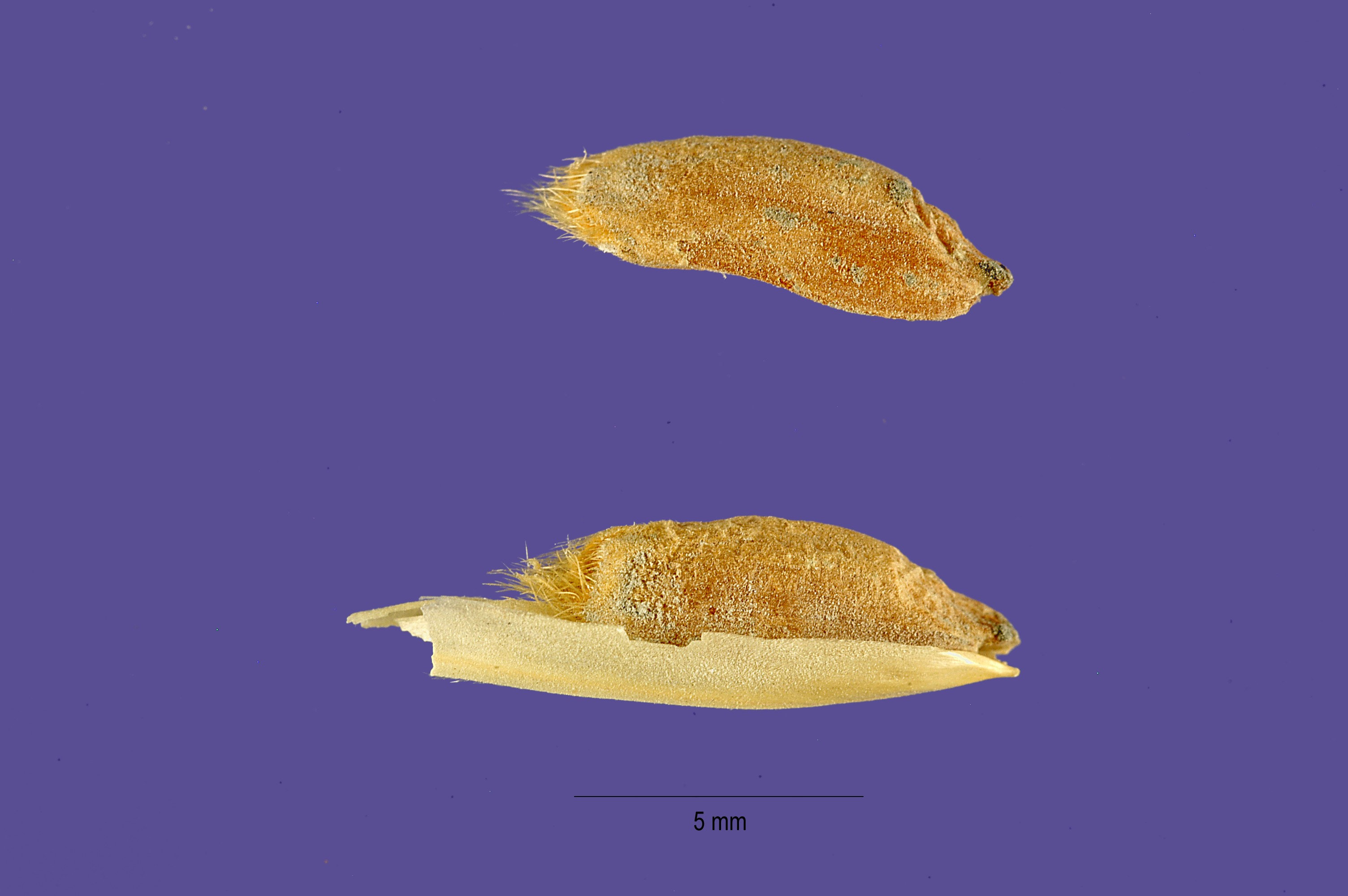